# Trend (Statistik)
Ein Trend ist in der Statistik der Anglizismus für die Veränderung der Daten einer statistischen Zeitreihe, von der angenommen wird, dass sie langfristig und nachhaltig wirkt, die jedoch unabhängig von vorhandenen Fluktuationen oder Volatilitäten eine bestimmte Richtung beibehält.

## Etymologie
Der Anglizismus stammt aus dem englischen Wort für „Richtung“, „Neigung“, „Entwicklung“ (englisch trend). Es handelt sich um eine „statistisch erfassbare durchschnittliche Grundrichtung einer Entwicklung“. Umgangssprachlich versteht man unter Trend die vorherrschende Entwicklungsrichtung eines Wachstumsprozesses, deren Richtung relativ eindeutig beobachtbar erscheint und deren Tempo sich nur langsam verändert. Die Abgrenzung zur Tendenz lässt sich bereits etymologisch ziehen, denn das Lehnwort „Tendenz“ stammt aus dem Lateinischen und hat damit keine gemeinsame Wurzel mit der Herkunft des Wortes „Trend“.

## Allgemeines
Trends gibt es überall dort, wo ein Bezugswert sich verändern kann und aus dieser Veränderung eine Entwicklungsrichtung entsteht. Insbesondere Naturwissenschaften, Technik und Wirtschaft befassen sich mit Trends in Form von Zeitreihen. Trends sollen dem Analysten Auskunft über Entwicklungen eines Bezugswerts innerhalb eines bestimmten Zeitraumes und/oder Ortes geben, um hieraus Erkenntnisse über bestimmte Vorgänge gewinnen zu können. Ausgangspunkt ist zunächst eine trendfreie Beobachtung innerhalb eines Zeitraumes/Ortes. Dann bleiben Mittelwert und Varianz einer Zeitreihe über einen gesamten Beobachtungszeitraum konstant, man spricht von Stationarität. Nur nicht-stationäre Zeitreihen unterliegen einer Trendentwicklung und besitzen deshalb keinen festen Mittelwert. Hierbei wird zwischen trendstationären Zeitreihen mit deterministischem Trend und differenzstationären Zeitreihen mit rein zufälligen stochastischen Trends unterschieden.
Die einfachste Art, in einer Messreihe einen Trend festzustellen, ist ihre grafische Darstellung über der Zeit bzw. dem Messort. Je genauer die Linie horizontal (oder bei großer Streuung die Punktwolke rund) ist, desto geringer ist ein auffälliger Trend. Eine lineare Regression ist meist der nächste Schritt zur Analyse.

## Definitionen
Für Horst Opaschowski sind Trends „individuelle und gesellschaftliche Entwicklungstendenzen, denen wir alle früher oder später direkt oder indirekt ausgesetzt sind“. Nach Matthias Horx sind Trends „hochkomplexe, selbst steuernde (autopoetische) dynamische Prozesse in der modernen Individualgesellschaft“. Für Ottmar Schneck ist der Trend „die von Zufallsschwankungen unabhängige Grundrichtung einer Zeitreihe“. Eine den soziologischen Begriffsinhalt umfassend wiedergebende Definition sieht Trends als „vom Menschen bewirkte Grundrichtungen von Entwicklungen in der Gesellschaft, durch die Handlungen großer Bevölkerungsgruppen nachhaltig beeinflusst werden“. Ein Trend bildet sich aus, wenn eine Mehrzahl der Marktteilnehmer eine grundsätzlich gleiche Auffassung über die künftige Marktentwicklung hegt.
Gemeinsam ist den meisten Definitionsversuchen das Vorhandensein einer Zeitreihe und die sich hieraus im Zeitablauf ergebende Veränderung der Daten. Trends sind also stets auch eine – nicht zufällige – Funktion der Zeit, weil sie die Chronologie als logische Abfolge eines Zustands oder Prozesses widerspiegeln. Ökonomische Trends können durch zwischenzeitliche Saison- oder Konjunkturschwankungen verdeckt werden. Zudem müssen Trends einen zeitlich stetigen Verlauf erwarten lassen.

## Arten
In der Statistik unterscheidet man zwischen deterministischen und stochastischen Trends:
- Deterministischer Trend: Die Abweichungen vom Trend sind stationär,[12] es gibt immer wieder eine Tendenz zurück zum Trend:
  - konstanter Trend: Der Grundwert einer Zeitreihe bleibt ausnahmsweise unverändert („Seitwärtsbewegung“);
  - linearer Trend: Die Grundrichtung der Zeitreihe wird durch eine auf- oder absteigende Gerade ausgedrückt: {\displaystyle \ y=a+b\cdot t}. Darin bezeichnen {\displaystyle y} den Bezugswert des Trends, {\displaystyle a} den Achsenabschnitt des Trends und {\displaystyle b} die Steigerung der Trendfunktion in der Zeitreihe {\displaystyle t}.
  - parabolischer Trend: Hier liegt der Zeitreihe eine Parabel zweiten oder höheren Grades zugrunde: Für {\displaystyle y} ist dabei die allgemeine Funktion einer Parabel einzusetzen: {\displaystyle \ y=a+b\cdot t+c\cdot t^{2}}.
  - Exponential-Trend: die Zeitreihe folgt einer Exponentialfunktion: {\displaystyle \ y=a\cdot b^{t}}.
  - Logistischer Trend: {\displaystyle \ y={\frac {S}{1+e^{a-b\cdot t}}}}. {\displaystyle S} ist hierin der Sättigungsgrad des Bezugswerts eines Trends (siehe Logistische Funktion).
- Stochastischer Trend: Die Abweichungen vom Trend haben keine Tendenz zurück zum Trend. Typisch sind Zeitreihen mit einem Random Walk, der Zufall spielt eine wesentliche Rolle.

Deterministische Trends bedeuten, dass die sich nach Entfernung der Trendvariable ergebende Datenreihe eine stationäre Datenreihe ist, deren weiterer Verlauf vorhersagbar ist. Die meisten ökonomischen Zeitreihen weisen jedoch keinen deterministischen Trend auf. Als ökonomische Zeitreihen kommen insbesondere Aktienindex, Aktienkurse, Börsenkurse allgemein, Kursniveau, Marktdaten, Marktpreise, Preisniveau, Renditen (Umlaufrenditen), Rentenindex, Unternehmensdaten, Zinsindex oder Zinsniveau in Frage. Sie weisen stochastische Trends auf, die nicht vorhersagbar sind.

## Naturwissenschaften

### Physik
In der Physik ist der Trend ein linearer Regressionskoeffizient in der zeitlichen Entwicklung der diagonal angeordneten Rekurrenzpunkte weg von der identischen Rekurrenzdiagonalen und damit ein Maß über die Stationaritat der Zeitreihe. Gestörte Messreihen können durch Trendanalysen korrigiert (trendbereinigt) werden oder durch genauere Modellierung der physikalischen Umwelt, durch Ausweitung der Messreihen auf weitere Parameter oder durch Beseitigung der systematischen Fehlerquellen verbessert werden.
Ein Trend entsteht häufig durch Änderungen der äußeren Umstände – etwa in der Physik durch Anstieg der Temperatur, oder bei GPS-Vermessung durch Sonnenaktivität und Ionosphäre.

### Säkulare Trends in der Astronomie
In der Astronomie wird ein langfristiger Trend als säkular (von lat. saeculum für Jahrhundert, Menschenalter) bezeichnet. Solche Effekte sind z. B.
- die allmähliche Zunahme der Sonnenleuchtkraft
- die Verlangsamung der Erdrotation (0,002s / Jhdt.) und damit der Tageslänge
- langperiodische Änderungen der Bahnelemente von Planeten und ihren Monden
  - vor allem die Drehung der Apsiden (Lage der Bahnellipse in der Bahnebene) und der Knotenlinie
  - speziell bei der Erde die Präzession der Erdachse (Wandern der Schnittgeraden von Äquator- und Bahnebene)
- die langsame Drift in den Bahnachsen und Umlaufzeiten der Planeten und bei der Mondbahn.

Verursacht werden diese Veränderungen großteils durch Abweichungen vom kugelsymmetrischen Schwerefeld der Sonne (durch die Existenz der Planeten, siehe Dreikörperproblem) und der Planeten (durch deren Abplattung). Kleinere Effekte verursacht die Allgemeine Relativitätstheorie und der Lichtdruck der Sonne.

## Wirtschaftswissenschaften

### Arten
Im Hinblick auf die Wirkungsdauer und den Geltungsbereich kann zwischen Modetrends, Konsumententrends, soziokulturellen Trends, Megatrends und Metatrends unterschieden werden. Modetrends halten sich maximal 5 Jahre, befriedigen das Bedürfnis nach modischer Abwechslung und besitzen regional-kurzfristige Auswirkungen. Konsumententrends spielen sich zwischen 5 und 8 Jahren ab und betreffen das Konsumverhalten. Soziokulturelle Trends wirken zwischen 5 und 10 Jahren und betreffen bedeutsame nationale Veränderungen in den Einstellungen, Bedürfnissen und Verhaltensweisen, die den Lebensstil beeinflussen. Megatrends überspannen Zeiträume ab 25 Jahre und ziehen tiefgreifende, global-langfristige Auswirkungen nach sich. Der Begriff Megatrend wurde 1982 durch den Trendforscher John Naisbitt geprägt.
Metatrends schließlich sind tiefgreifende Entwicklungen mit Dauercharakter wie das römische Reich, das Christentum oder die Kolonialisierung.
Je nach Trendrichtung unterscheidet man zwischen Abwärts- und Aufwärtstrend, je nach Fachgebiet gibt es insbesondere Börsen-, Konjunktur-, Markt-, Mode-, Preis-, oder Wählertrends, je nach Intensität von schwachen Trendsignalen bis hin über die Megatrends zu den Metatrends. Während Konjunkturtrends die gesamte Volkswirtschaft betreffen, sind Markttrends auf einen bestimmten Markt begrenzt. Hier kann die Marktentwicklung mit Hilfe der Marktanalyse von Marktdaten ermittelt werden. Trends können das Marktverhalten der Marktteilnehmer verändern wie etwa bei der Commoditisierung.
Nach der Dow-Theorie sind der Primär-, Sekundär- und Tertiärtrend zu unterscheiden. Der Primärtrend dauert gewöhnlich ein Jahr und länger, Sekundärtrends dauern zwischen zwei Monaten und einem Jahr und können den Primärtrend unterbrechen, Tertiärtrends dauern maximal bis zu zwei Monate. Der Aktienindex Dow Jones Industrial Average unterscheidet entsprechend aus der Richtung der Kursentwicklung den Bärenmarkt (englisch bear market) mit einem fallenden Trend und den Bullenmarkt (englisch bull market) mit einem steigenden Trend. In der Börsensprache geläufig sind hierfür auch die entsprechenden Begriffe „Baisse“ und „Hausse“.

### Wirtschaft

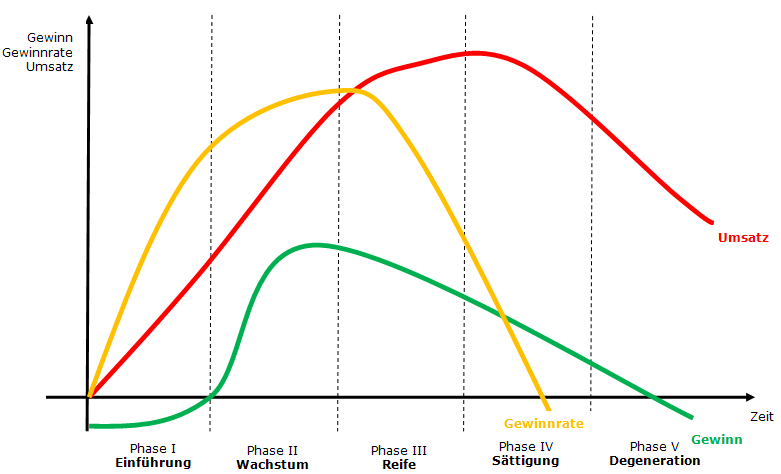
Trends beim Produktlebenszyklus

Trends gibt es insbesondere in der Wirtschaft. Alle Preise, Börsenkurse, Renditen oder Indices (Preisindex, Aktienindex) sowie das Preisniveau und das Zinsniveau bilden Zeitreihen und verändern sich ständig, so dass Finanzanalysten diese Zeitreihen zur Trendanalyse nutzen können. Der Produktlebenszyklus ist von charakteristischen Trendphasen gekennzeichnet. Nach der Marktreife beginnt ein progressiver Wachstumstrend mit steigendem Umsatz und Grenzgewinn, es folgt eine Sättigungsphase ohne Wachstumsrate und schließlich setzt eine Degenerationsphase ein, in der sogar Verluste entstehen können.
Auch volkswirtschaftliche Kennzahlen, betriebswirtschaftliche Kennzahlen oder Unternehmensdaten von einem einzelnen Unternehmen können zu Trends zusammengefasst und analysiert werden.
In der Wirtschaft spricht man von einem ungebrochenen Trend, wenn sich die Bewegungsrichtung der Oszillatoren konvergent zum Preis- oder Kursverlauf verhält. Dabei gilt der Grundsatz: „Die Charttechnik definiert den Trend, die Markttechnik beurteilt seine Qualität“.
Über Trends wird in den Massenmedien und insbesondere in den Fachmedien häufig berichtet. Die Wirtschaftssubjekte nutzen ermittelte Trends bei ihren Entscheidungen und in ihren Planungen, um künftige Entwicklungen einschätzen und Entscheidungen darauf aufbauen zu können. Trends fungieren dann oft als Indikatoren künftiger Entwicklungen, obwohl Ungewissheit darüber besteht, ob sich ein – stets vergangenheitsbezogener – Trend auch künftig fortsetzen wird.
Unterliegen Trends saisonalen Effekten (etwa der Winter bei der Arbeitslosigkeit), so müssen diese Effekte zur besseren Vergleichsmöglichkeit im Rahmen der Saisonbereinigung eliminiert werden, um den Trend ohne Saisoneinflüsse darstellen zu können.

## Aussagekraft

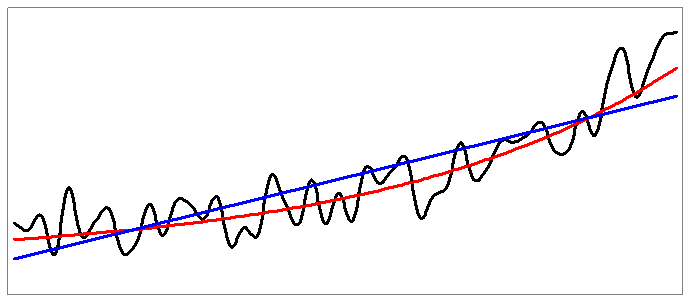
Linearer Trend (blau) und Exponentialtrend (rot) im Vergleich

Trends können Wirtschaftssubjekten für eine Kauf-, Halte- oder Verkaufsentscheidung dienen. Deshalb ist von Bedeutung, welche Aussagekraft von einem erkannten Trend ausgeht. Ob es sich überhaupt bei einer Zeitreihe um einen Trend handelt, hängt von Divergenzen ab. Diese sind unterschiedliche Bewegungstendenzen in Indikator (Kauf- oder Verkaufsdruck) und Basiswert. Sie helfen zur Beurteilung der Stärke eines Trends unabhängig von der Stärke einer einzelnen Veränderung. In trendschwachen Phasen oder bei „Seitwärtsbewegungen“ fehlt den Divergenzen die Aussagekraft. Nicht immer lässt sich einer Zeitreihe eindeutig ein passendes Trendmodell zuordnen. Die rechts abgebildete Zeitreihe (schwarz) lässt sowohl einen linearen Trend (blau), als auch einen Exponentialtrend (rot) zu. Lässt sich aus Divergenzen ein eindeutiger Trend ablesen, kann dieser zur Entscheidungsvorbereitung dienen.
Dabei gibt es jedoch weitere Einschränkungen. Trends können Diskontinuitäten ausgesetzt sein, wobei unvorhersehbare Ereignisse einen Strukturbruch, eine Unterbrechung oder eine Richtungsänderung des Trends (Trendumkehr, englisch Turnaround) bewirken können. Dann bleiben die Regressionsparameter nicht über die gesamte Zeitreihe hinweg konstant.

## Wirtschaftliche Aspekte
Überall, wo es Zeitreihen gibt, lassen sich Trends quantifizieren. Trends können durch Charts visualisiert werden. Bewegen sich die Kurse gegen die aktuelle Trendrichtung, so kann es sich lediglich um eine kurzfristige Konsolidierung (etwa Gewinnmitnahme) im noch intakten Trend handeln oder es ist zu prüfen, ob eine Trendumkehr zu erwarten ist. Weitere, den Trend beschreibende Begriffe der Chartanalyse sind Trendfächer, Trendkanal, Trendlinien und Trendpause (Konsolidierung). Sind saisonale Einflüsse vorhanden, muss die Zeitreihe saisonbereinigt werden. Die Trends aus der Vergangenheit sind Gegenstand einer ex-post-Analyse.
Die Erkennung, Erklärung und Fortschreibung von Trends ist Gegenstand der Trendforschung. Die Elliott-Wellen sollen Trends auf Finanzmärkten ex ante vorhersagen helfen und die mangelnde Vorhersagbarkeit stochastischer Trends ersetzen. Da die trendbildenden Faktoren in Zukunft abgelenkt werden, sich abschwächen oder völlig verschwinden können, ist eine Trendextrapolation gefährlich.

## Abgrenzung
Trend und Tendenz werden häufig nicht voneinander abgegrenzt und manchmal sogar als Synonyme verwendet. Eine Tendenz ist zukunftsorientiert (wie die Börsentendenz), der Trend ergibt sich aus der Vergangenheit und lässt sich möglicherweise in die Zukunft projizieren (wie der Börsentrend). Die Tendenz ist das kurzfristige „Streben einer Entwicklung in eine bestimmte Richtung“. Sie beschreibt ein Streben, eine Neigung, eine Häufung von Ereignissen in eine bestimmte Richtung. Tendenzen sind kurzfristiger Natur, Trends dagegen können längerfristig und nachhaltig anhalten. Der Trend beschreibt eine unabhängig von den Tendenzen des kurzfristigen Geschehens bestehende Grundrichtung. Die Bezeichnung einer aktuellen deutlichen Änderung als „Tendenz“ drückt die Erwartung aus, dass sie sich als eine kurzfristige Fluktuation erweisen wird, jedoch keine Änderung des längerfristigen Trends zu erwarten ist.